# نيلو بيسانيا
نيلو بروكوبيو بيسانيا ( 2 أكتوبر 1867 - 31 مارس 1924) سياسي برازيلي . شغل منصب حاكم ولاية ريو دي جانيرو (1903-1906)، ثم انتخب نائبا لرئيس البرازيل في عام 1906. تولى الرئاسة في عام 1909 عقب وفاة الرئيس أفونسو بينا وخدم حتى عام 1910.
في نهاية ولايته عام 1910، عاد إلى مجلس الشيوخ، وبعد عامين في 1912 انتخب مرة أخرى حاكما لولاية ريو دي جانيرو . تخلى عن هذا المنصب في عام 1917 ليتولي منصب وزير العلاقات الخارجية، وخلال فترة وزارته اعلنت البرازيل الحرب ضد دول المحور في الحرب العالمية الأولى في عام 1918، وانتخب بعدها مرة أخرى إلى مجلس الشيوخ. شارك لاحقا في الانتخابات الرئاسية لعام 1922 و لكنه هزم فيها . ليعتزل السياسة بعد ذلك .
توفي بيسانيا في عام 1924 بريو دي جانيرو